# Тарнаватка (гмина)
Тарнаватка (пол. Tarnawatka) — сельская гмина (волость) в Польше, входит как административная единица в Томашувский повет (Люблинское воеводство), Люблинское воеводство. Население — 4135 человек (на 2004 год).

## Соседние гмины
1. Гмина Краснобруд
2. Гмина Крынице
3. Гмина Рахане
4. Гмина Томашув-Любельски